# ژان-بلز اوئکوز
ژان-بلز اوئکوز (انگلیسی: Jean-Blaise Evéquoz؛ زادهٔ ۲۷ نوامبر ۱۹۵۳) ورزشکار شمشیربازی اهل سوئیس است.
وی در مسابقات کشوری و بین‌المللی در مجموع برندهٔ ۱ مدال برنز شده‌است.